# Palazzo della Banca di Praga

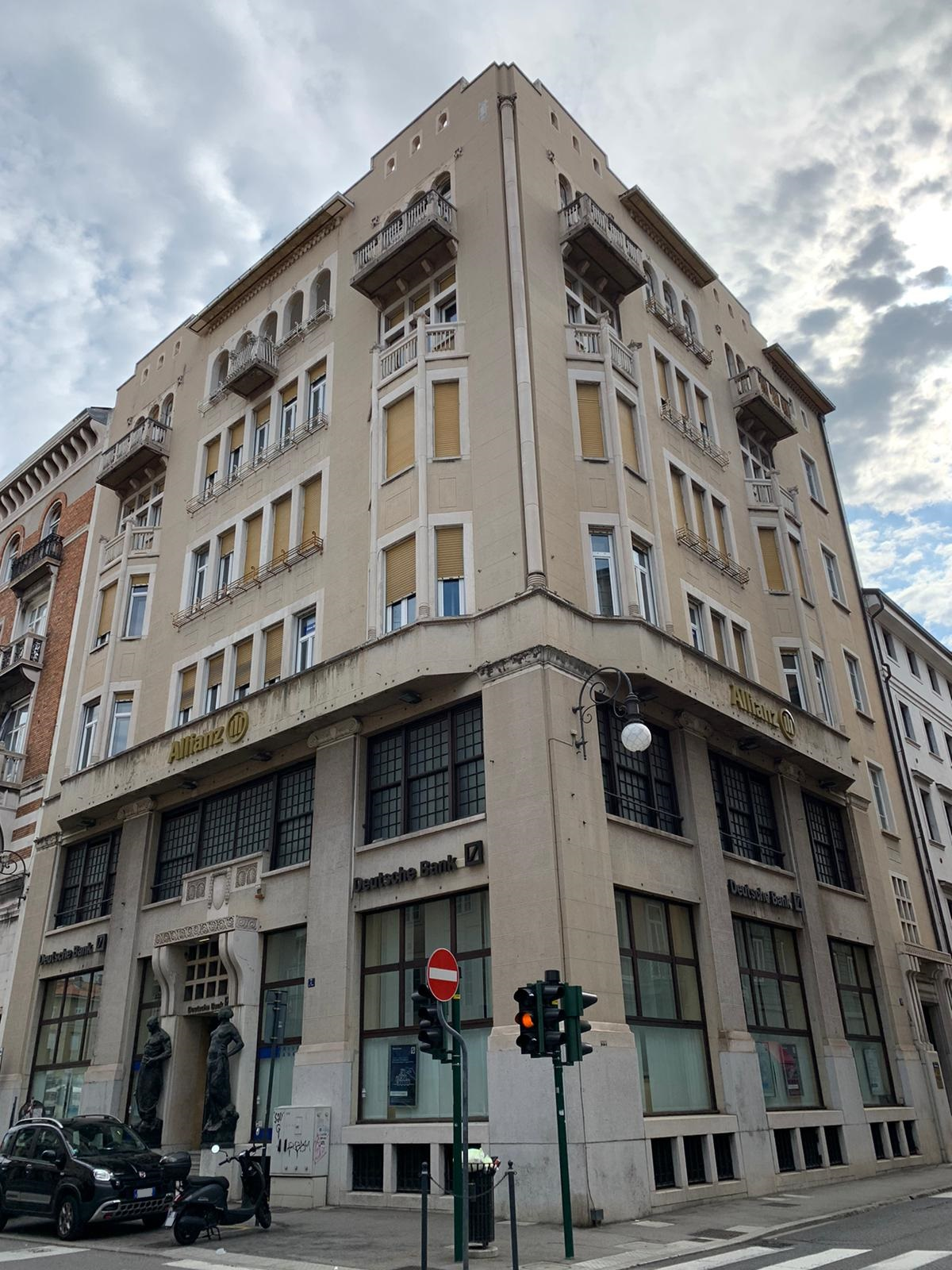
Palazzo della Banca di Praga in Triest

Der Palazzo della Banca di Praga ist ein Palast aus dem 20. Jahrhundert in Triest in der italienischen Region Friaul-Julisch Venetien.

## Geschichte
1911 entschied die Stadtverwaltung von Triest, einige Gebäude abreißen zu lassen, um die Via Ponterosso (heute: Via Roma), eine wichtige Verkehrsader zwischen dem alten und dem neuen Teil der Stadt, zu verbreitern. Grund war die Zunahme des Fahrzeugverkehrs, der den Fußgängerverkehr erschwerte. So entstanden neue Grundstücke; eines davon wurde von der Banco di Praga (Živnostenská banka) erworben, die dort bis 1914 ein Gebäude errichten ließ, das als Sitz der Bank, Büro- und Wohngebäude dienen sollte. Das Projekt wurde von den Architekten Josip Costaperaria und Osvald Polívka entwickelt.
1928 wurde das Gebäude an die Banca d’America e d’Italia abgegeben, die verschiedene Umbaumaßnahmen in den Innenräumen in Auftrag gab. Konkret wurde 1957 das vieleckige Fenster im Wartesaal demontiert; 1986 wurde die originale Wendeltreppe durch eine Treppe mit drei rechtwinklig angeordneten Zügen ersetzt.
Seit 1995 ist in dem Palast eine Filiale der Deutschen Bank untergebracht.

## Beschreibung
Das Gebäude steht an der Ecke der Via Roma und der Via Mazzini im Zentrum von Triest.
Der Palast weist einen Stil auf, der Elemente des spätsezessionistischen Geschmacks aus Mitteleuropa mit anderen Elementen rationalistischer Abstammung verbindet und durch solide, kompakte Baukörper gekennzeichnet ist. Der untere Teil, der aus Erd- und Zwischengeschoss besteht und ursprünglich die Büros der Bank aufnehmen sollte, zeigt große Fenster mit schachbrettartigen Metallrahmen. Der obere Teil, der für die Wohnungen gedacht war, zeigt eine Reihe rechteckiger und gewölbter Fenster mit Rahmen aus hellem Stein und ist durch Erker gekennzeichnet, die kaum hervortreten, sich aber über zwei Stockwerke erstrecken und in polygonalen Terrassen gipfeln, die wiederum von Balkonen überragt werden.
Im Erdgeschoss der Fassade zur Via Roma liegt ein großer Monumentaleingang, durch den man zu einer Treppe gelangt, an deren Seiten zwei Bronzestatuen stehen, die die „Arbeit“ und „Geschäftigkeit“ darstellen und vom Bildhauer Ladislav Šaloun geschaffen wurden. Die beiden Statuen wurden erst 1926 aufgestellt, weil sie wegen der Ereignisse des Ersten Weltkrieges in Prag festsaßen.

## Bildergalerie

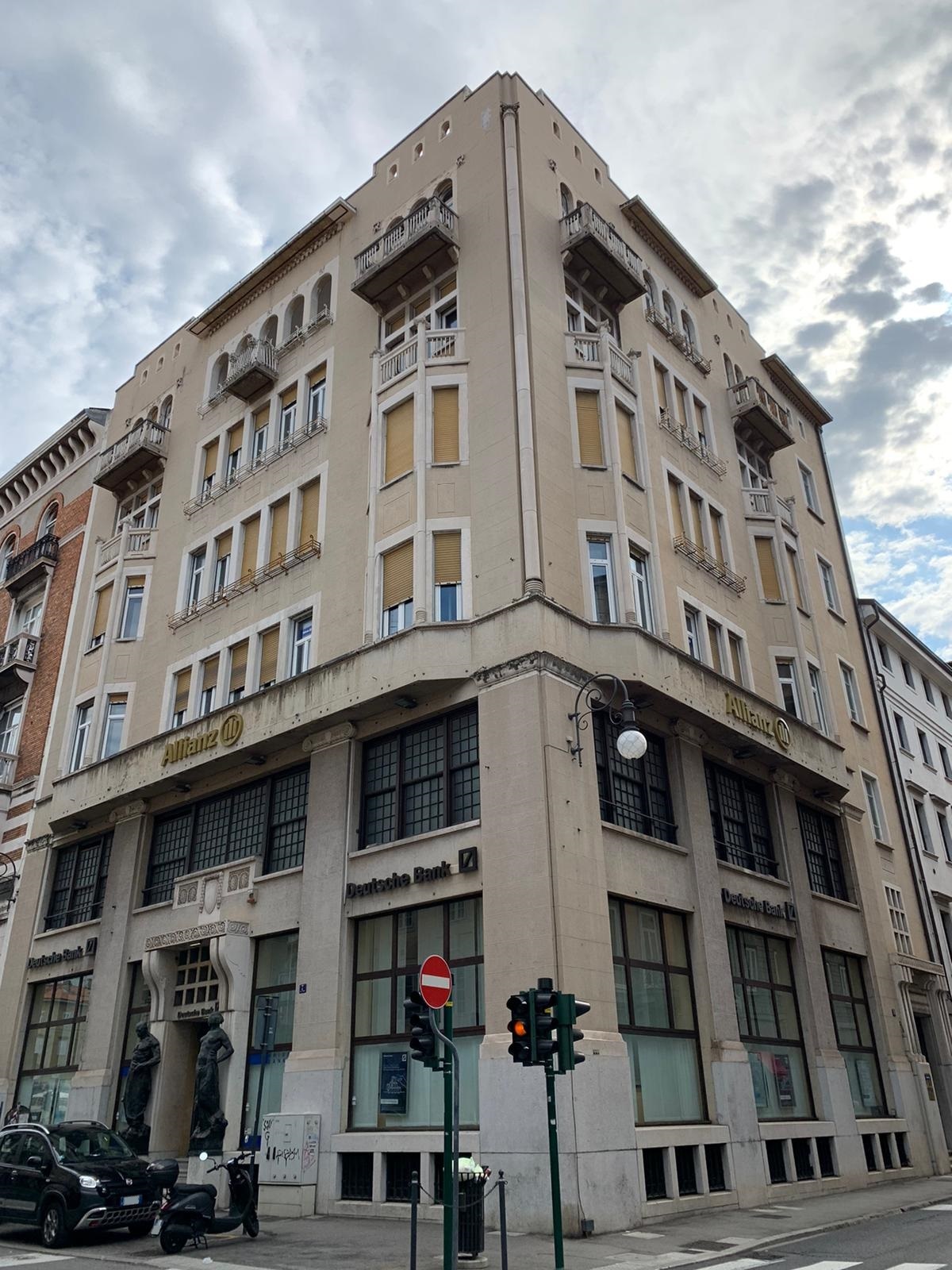
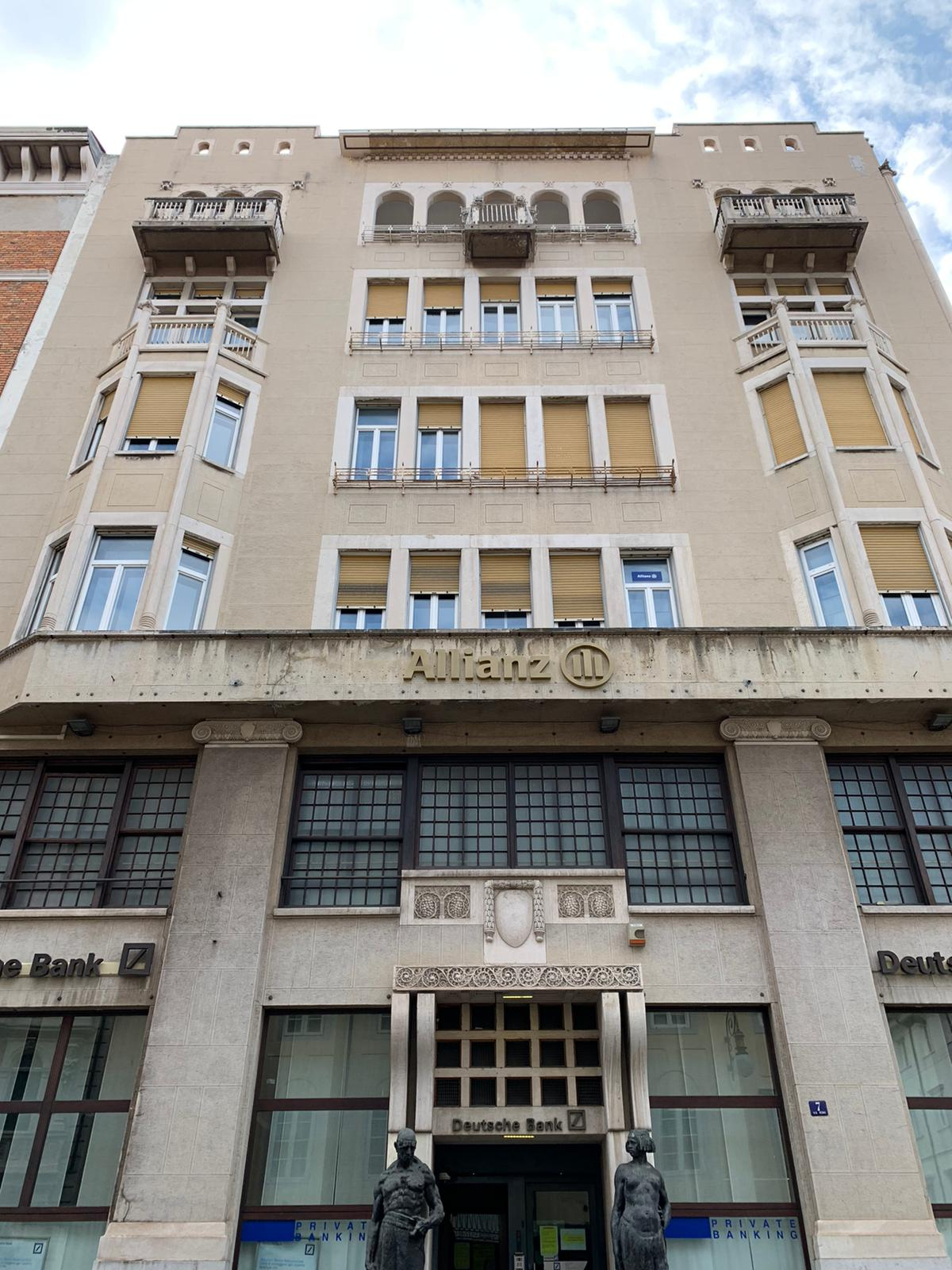
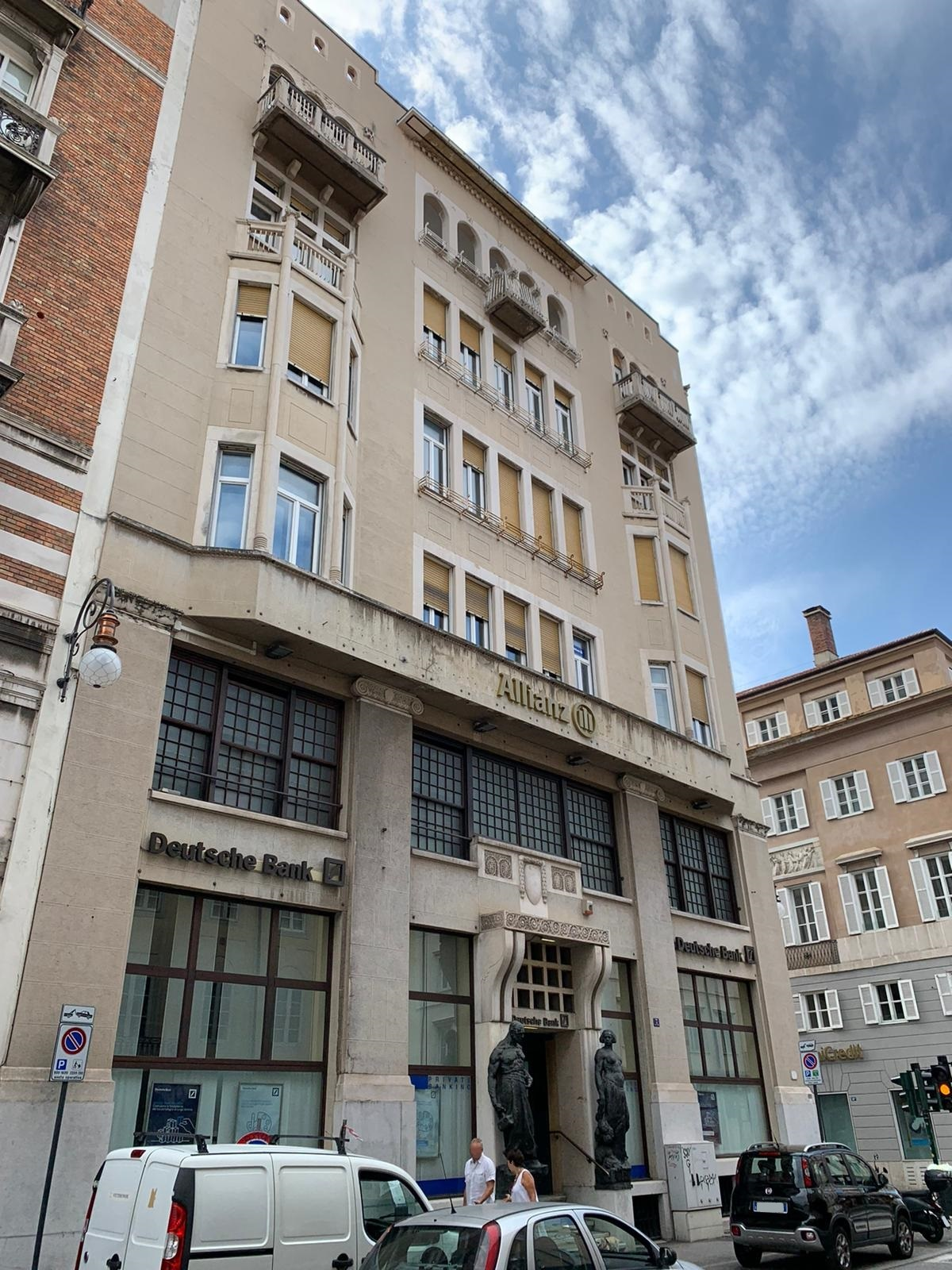